# Keratoisis japonica
Keratoisis japonica is een zachte koraalsoort uit de familie Isididae. De koraalsoort komt uit het geslacht Keratoisis. Keratoisis japonica werd in 1878 voor het eerst wetenschappelijk beschreven door Studer. 